# St. Stephan (Hellengerst)

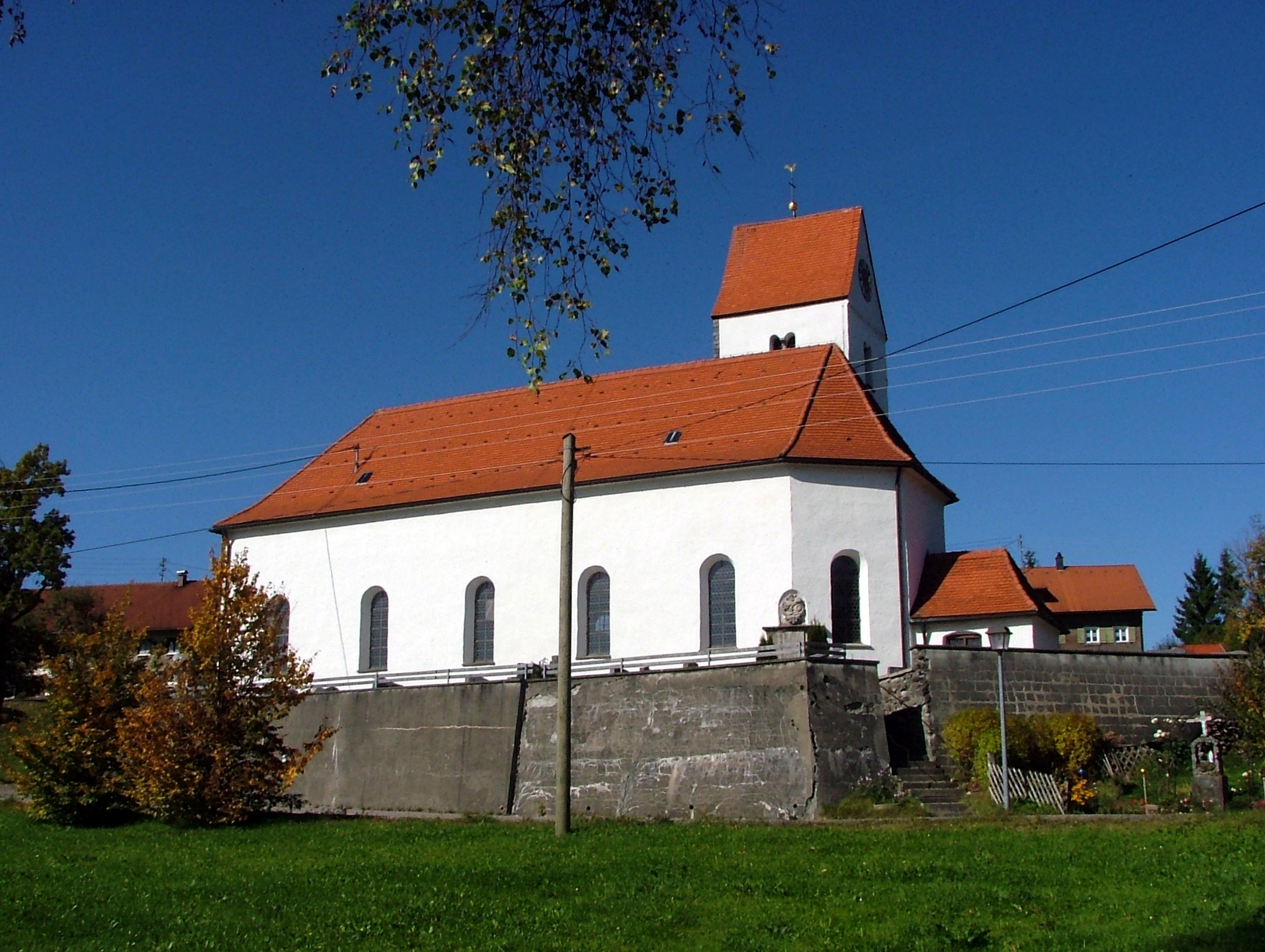
St. Stephan in Hellengerst

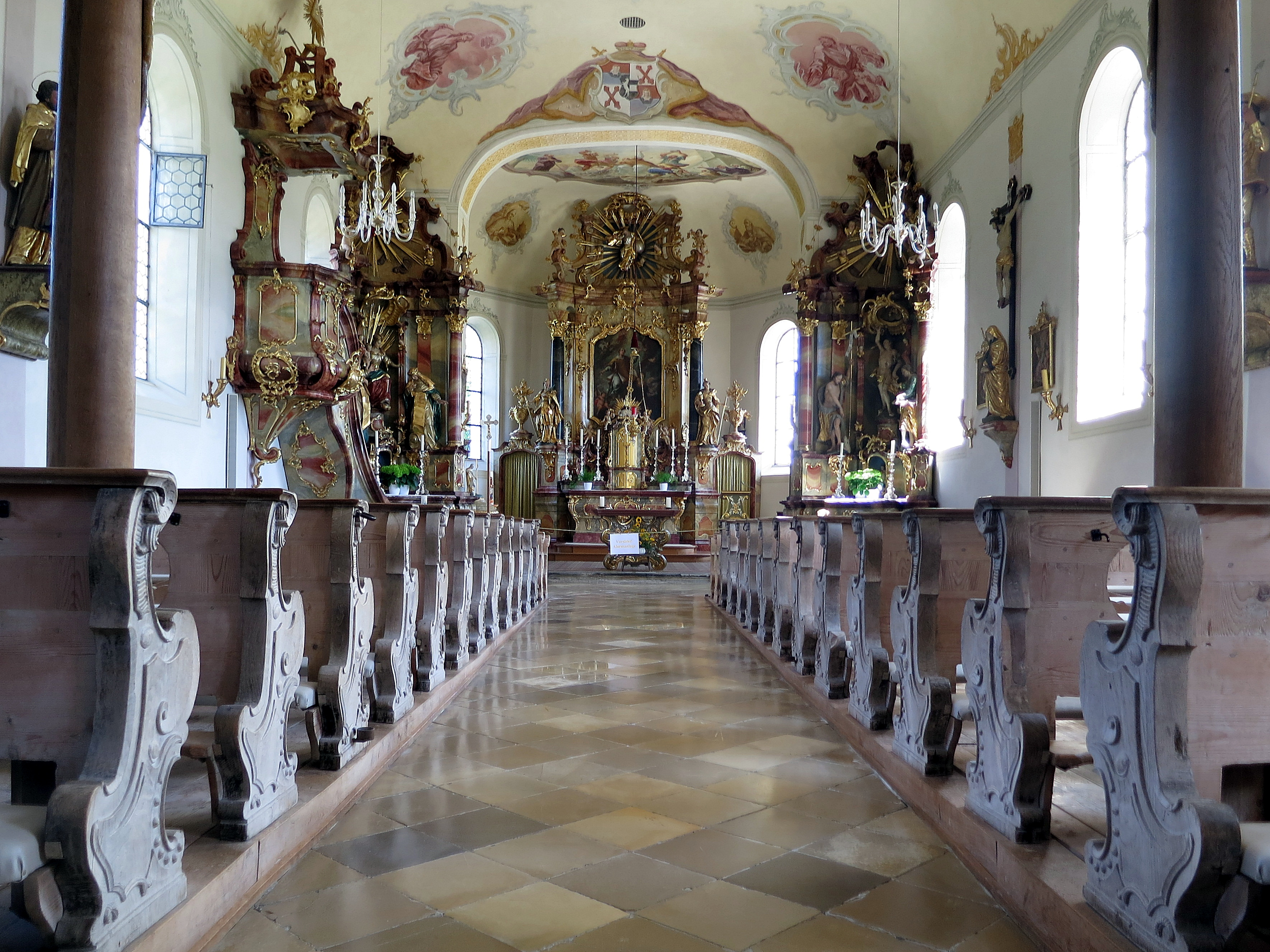
Innenraum

Die römisch-katholische Pfarrkirche St. Stephan steht in Hellengerst, einem Gemeindeteil von Weitnau im Landkreis Oberallgäu in Bayern. Das Bauwerk ist in der Liste der Baudenkmäler in Weitnau als Baudenkmal unter der Nr. D-7-80-144-10 eingetragen. Die Kirchengemeinde gehört zum Dekanat Kempten des Bistums Augsburg.

## Beschreibung
Die im Kern spätgotische Saalkirche wurde unter Honorius Roth von Schreckenstein, dessen Wappen über dem Chorbogen angebracht ist, 1773 erneuert. Sie besteht aus einem Langhaus, einem eingezogenen, dreiseitig geschlossenen Chor im Osten und einem Chorflankenturm an der Nordwand des Chors, der mit einem Satteldach bedeckt ist. Der Innenraum ist mit einem Tonnengewölbe überspannt. Die Deckenmalereien und die Dekorationsmalereien stammen von 1773. Der Hochaltar wird von den Statuen Katharinas von Alexandrien und Barbaras von Nikomedien flankiert. Das Altarretabel wurde von einem Sohn Felizian Hegenauers mit Stephanus bemalt. Auf der Empore steht eine Orgel von Silbermann.